# جوان هاغرتي
جوان هاغرتي (بالإنجليزية: Joan Haggerty)‏ (26 أبريل 1940، فانكوفر في كندا)؛ روائية كندية.